# Lomatia tasmanica
Lomatia tasmanica är en tvåhjärtbladig växtart som beskrevs av Winifred Mary Curtis. Lomatia tasmanica ingår i släktet Lomatia och familjen Proteaceae. Inga underarter finns listade i Catalogue of Life.